# 息公子朱
子朱（?—?），春秋时期楚国人，担任息公。
前624年（周襄王二十八年、鲁文公三年、楚穆王二年、晋襄公四年），楚国发兵攻打江国，晋国派先仆出兵攻打楚国去救援江国，晋国把江国之事报告周襄王，王叔桓公、晋国的阳处父攻打楚国至方城山关口，楚军暂时撤走，晋军看到了楚国的息公子朱，随即回军。
前618年（周顷王元年、鲁文公九年、楚穆王八年、陈共公十四年），楚国息公子朱从东夷进攻陈国，陈国军队打败了公子朱，俘虏了公子茷。陈国害怕楚国报复，就归附楚国。
前617年（周顷王二年、鲁文公十年、楚穆王九年、宋昭公三年、蔡庄侯二十九年、郑穆公十一年）冬，楚穆王和蔡庄侯一准备攻打宋国。宋国的华御事亲自去迎接楚穆王，表示慰劳。楚穆王于是在孟诸打猎。宋昭公率领右边圆阵，郑穆公率领左边圆阵。期思公复遂作为右司马，子朱和文之无畏作为左司马。
程公说《春秋分记》、马骕《绎史》认为他是屈御寇的儿子屈朱，赵逵夫《楚屈子赤角考》认为，1975年出土的楚屈子赤角簠，息公子朱就是屈子赤角。